# Мамутин, Борис Яковлевич
Борис Яковлевич Мамутин (1922—2004) — старший сержант Рабоче-крестьянской Красной Армии, участник Великой Отечественной войны, Герой Советского Союза (1944).

## Биография
Борис Мамутин родился 10 мая 1922 года в селе Фёдоровка (ныне — Краснооктябрьский район Нижегородской области). После окончания начальной школы работал на Горьковском автомобильном заводе. В сентябре 1941 года Мамутин был призван на службу в Рабоче-крестьянскую Красную Армию. С июня 1942 года — на фронтах Великой Отечественной войны. Окончил полковую школу. Участвовал в Сталинградской и Курской битвах.
К июню 1944 года старший сержант Борис Мамутин командовал орудием 558-го гаубичного артиллерийского полка 35-й гаубичной артиллерийской бригады 15-й артиллерийской дивизии 3-го артиллерийского корпуса прорыва Ленинградского фронта. Отличился во время освобождения Ленинградской области. 15 июня 1944 года в районе посёлка Кутерселькя (ныне — Лебяжье Выборгского района) колонна полка Мамутина была неожиданно атакована прорвавшимися в советский тыл вражескими танками. Расчёт Мамутина первым открыл огонь по противнику, уничтожив 4 танка. Когда кончились снаряды, артиллеристы продолжали вести огонь из пулемёта, уничтожив несколько десятков вражеских солдат и офицеров.
Указом Президиума Верховного Совета СССР от 18 ноября 1944 года за «образцовое выполнение боевых заданий командования на фронте борьбы с немецкими захватчиками и проявленные при этом мужество и героизм» гвардии старший сержант Борис Мамутин был удостоен высокого звания Героя Советского Союза с вручением ордена Ленина и медали «Золотая Звезда» за номером 4948.
В боях под Кёнигсбергом Мамутин получил тяжёлое ранение и после длительного лечения был демобилизован по инвалидности. Проживал в Нижнем Новгороде, до выхода на пенсию работал на Горьковском автомобильном заводе. Умер 8 ноября 2004 года, похоронен на Старом Автозаводском кладбище Нижнего Новгорода.
Был также награждён орденами Отечественной войны 1-й степени, Красной Звезды, «Знак Почета», рядом медалей.